# Lernanthropus grassei
Lernanthropus grassei is een eenoogkreeftjessoort uit de familie van de Lernanthropidae. De wetenschappelijke naam van de soort is voor het eerst geldig gepubliceerd in 1954 door Delamare Deboutteville.